# فيليبي أرايا
فيليبي أرايا (بالإسبانية: Felipe Araya)‏ (14 ديسمبر 1990 بتشيلي - ) هو مدرب كرة قدم ولاعب كرة قدم تشيلي في مركز الهجوم. لعب مع كوريكو يونيدو ونادي كوبريسال.

## وصلات خارجية
- فيليبي أرايا على موقع قاعدة بيانات كرة القدم.إي يو (الإنجليزية)
- فيليبي أرايا على موقع Soccerway.com (الإنجليزية)
- فيليبي أرايا على موقع عالم كرة القدم.نت (الإنجليزية)